# Елсінборо Тауншип (Нью-Джерсі)
Елсінборо Тауншип (англ. Elsinboro Township) — селище (англ. township) в США, в окрузі Салем штату Нью-Джерсі. Населення — 1001 особа (2020).

## Демографія
Згідно з переписом 2010 року, у селищі мешкало 1036 осіб у 455 домогосподарствах у складі 293 родин. Було 524 помешкання
Расовий склад населення:
| - 93,1 % — білих - 3,5 % — чорних або афроамериканців - 0,4 % — азіатів - 0,1 % — вихідців з тихоокеанських островів - 0,1 % — корінних американців - 1,1 % — осіб інших рас |

До двох чи більше рас належало 1,8 %. Частка іспаномовних становила 2,2 % від усіх жителів.
За віковим діапазоном населення розподілялося таким чином: 18,0 % — особи молодші 18 років, 61,6 % — особи у віці 18—64 років, 20,4 % — особи у віці 65 років та старші. Медіана віку мешканця становила 48,6 року. На 100 осіб жіночої статі у селищі припадало 98,1 чоловіків;  на 100 жінок у віці від 18 років та старших — 99,1 чоловіків також старших 18 років.
Середній дохід на одне домашнє господарство  становив 75 449 доларів США (медіана — 66 094), а середній дохід на одну сім'ю — 94 809 доларів (медіана — 84 398). Медіана доходів становила 62 250 доларів для чоловіків та 42 750 доларів для жінок. За межею бідності перебувало 10,7 % осіб, у тому числі 23,7 % дітей у віці до 18 років та 7,0 % осіб у віці 65 років та старших.
Цивільне працевлаштоване населення становило 468 осіб. Основні галузі зайнятості: освіта, охорона здоров'я та соціальна допомога — 22,2 %, виробництво — 13,9 %, роздрібна торгівля — 13,7 %, транспорт — 13,5 %.